# José Yusty Bastarreche
José Yusty Bastarreche (Madrid, 1953) és un magistrat espanyol, de tendència ultraconservadora.
És fill de l'almirall franquista gallec José Yusty Pita i net del també almirall franquista Francisco Bastarreche Díez de Bulnes, màxim responsable de la massacre de la carretera Màlaga-Almeria el 1937, durant la guerra civil espanyola.
És titular del Jutjat Contenciós Administratiu núm. 3 de Madrid, des de 1998. Va ser signant del manifest de Libres e Iguales, una associació que va néixer l'any 2014 a l'estat espanyol contra el procés. El 2017 va ordenar la suspensió d'un acte de Madrilenys pel dret a decidir a favor de 1-O.
En 2019 va suspendre cautelarment el trasllat de les restes del dictador Francisco Franco del Valle de los Caídos. Es va valer per a això d'un informe elaborat per l'arquitecte Enrique Porto Rey.

## Família
Llinatge de José Yusty Bastarreche
|  |  |  |  |                             |                             |                                                  |                                                  |                                                  |                                                  |                                                  |                                                  |                                         |                                         |                                         |                                         |                                         |                                         |                             |                             |                             |                             |                             |                             |  |  |                                        |                                        |                                        |                                        |                                        |                                        |  |  |                                       |                                       |                                       |                                       |                                       |                                       |  |  |  |  |
|  |  |  |  |                             |                             |                                                  |                                                  |                                                  |                                                  |                                                  |                                                  |                                         |                                         |                                         |                                         |                                         |                                         |                             |                             |                             |                             |                             |                             |  |  |                                        |                                        |                                        |                                        |                                        |                                        |  |  |                                       |                                       |                                       |                                       |                                       |                                       |  |  |  |  |
|  |  |  |  |                             |                             | Francisco Bastarreche Díez de Bulnes (1882-1962) | Francisco Bastarreche Díez de Bulnes (1882-1962) | Francisco Bastarreche Díez de Bulnes (1882-1962) | Francisco Bastarreche Díez de Bulnes (1882-1962) | Francisco Bastarreche Díez de Bulnes (1882-1962) | Francisco Bastarreche Díez de Bulnes (1882-1962) |                                         |                                         |                                         |                                         |                                         |                                         | Concepción Moreno Fernández | Concepción Moreno Fernández | Concepción Moreno Fernández | Concepción Moreno Fernández | Concepción Moreno Fernández | Concepción Moreno Fernández |  |  | Francisco Moreno Fernández (1883-1945) | Francisco Moreno Fernández (1883-1945) | Francisco Moreno Fernández (1883-1945) | Francisco Moreno Fernández (1883-1945) | Francisco Moreno Fernández (1883-1945) | Francisco Moreno Fernández (1883-1945) |  |  | Salvador Moreno Fernández (1886-1966) | Salvador Moreno Fernández (1886-1966) | Salvador Moreno Fernández (1886-1966) | Salvador Moreno Fernández (1886-1966) | Salvador Moreno Fernández (1886-1966) | Salvador Moreno Fernández (1886-1966) |  |  |  |  |
|  |  |  |  |                             |                             | Francisco Bastarreche Díez de Bulnes (1882-1962) | Francisco Bastarreche Díez de Bulnes (1882-1962) | Francisco Bastarreche Díez de Bulnes (1882-1962) | Francisco Bastarreche Díez de Bulnes (1882-1962) | Francisco Bastarreche Díez de Bulnes (1882-1962) | Francisco Bastarreche Díez de Bulnes (1882-1962) |                                         |                                         |                                         |                                         |                                         |                                         | Concepción Moreno Fernández | Concepción Moreno Fernández | Concepción Moreno Fernández | Concepción Moreno Fernández | Concepción Moreno Fernández | Concepción Moreno Fernández |  |  | Francisco Moreno Fernández (1883-1945) | Francisco Moreno Fernández (1883-1945) | Francisco Moreno Fernández (1883-1945) | Francisco Moreno Fernández (1883-1945) | Francisco Moreno Fernández (1883-1945) | Francisco Moreno Fernández (1883-1945) |  |  | Salvador Moreno Fernández (1886-1966) | Salvador Moreno Fernández (1886-1966) | Salvador Moreno Fernández (1886-1966) | Salvador Moreno Fernández (1886-1966) | Salvador Moreno Fernández (1886-1966) | Salvador Moreno Fernández (1886-1966) |  |  |  |  |
|  |  |  |  |                             |                             |                                                  |                                                  |                                                  |                                                  |                                                  |                                                  |                                         |                                         |                                         |                                         |                                         |                                         |                             |                             |                             |                             |                             |                             |  |  |                                        |                                        |                                        |                                        |                                        |                                        |  |  |                                       |                                       |                                       |                                       |                                       |                                       |  |  |  |  |
|  |  |  |  | José Yusty Pita (1909-1996) | José Yusty Pita (1909-1996) | José Yusty Pita (1909-1996)                      | José Yusty Pita (1909-1996)                      | José Yusty Pita (1909-1996)                      | José Yusty Pita (1909-1996)                      |                                                  |                                                  | Concepción Bastarreche Moreno (m. 2000) | Concepción Bastarreche Moreno (m. 2000) | Concepción Bastarreche Moreno (m. 2000) | Concepción Bastarreche Moreno (m. 2000) | Concepción Bastarreche Moreno (m. 2000) | Concepción Bastarreche Moreno (m. 2000) |                             |                             |                             |                             |                             |                             |  |  |                                        |                                        |                                        |                                        |                                        |                                        |  |  |                                       |                                       |                                       |                                       |                                       |                                       |  |  |  |  |
|  |  |  |  | José Yusty Pita (1909-1996) | José Yusty Pita (1909-1996) | José Yusty Pita (1909-1996)                      | José Yusty Pita (1909-1996)                      | José Yusty Pita (1909-1996)                      | José Yusty Pita (1909-1996)                      |                                                  |                                                  | Concepción Bastarreche Moreno (m. 2000) | Concepción Bastarreche Moreno (m. 2000) | Concepción Bastarreche Moreno (m. 2000) | Concepción Bastarreche Moreno (m. 2000) | Concepción Bastarreche Moreno (m. 2000) | Concepción Bastarreche Moreno (m. 2000) |                             |                             |                             |                             |                             |                             |  |  |                                        |                                        |                                        |                                        |                                        |                                        |  |  |                                       |                                       |                                       |                                       |                                       |                                       |  |  |  |  |
|  |  |  |  |                             |                             |                                                  |                                                  |                                                  |                                                  |                                                  |                                                  |                                         |                                         |                                         |                                         |                                         |                                         |                             |                             |                             |                             |                             |                             |  |  |                                        |                                        |                                        |                                        |                                        |                                        |  |  |                                       |                                       |                                       |                                       |                                       |                                       |  |  |  |  |
|  |  |  |  |                             |                             |                                                  |                                                  | José Yusty Bastarreche (n. 1953)                 |                                                  |                                                  |                                                  |                                         |                                         |                                         |                                         |                                         |                                         |                             |                             |                             |                             |                             |                             |  |  |                                        |                                        |                                        |                                        |                                        |                                        |  |  |                                       |                                       |                                       |                                       |                                       |                                       |  |  |  |  |